# Trois-Rivières (Guadeloupe)
Trois-Rivières is een gemeente in Guadeloupe op het eiland Basse-Terre, en telde 7.862 inwoners (2019). De oppervlakte bedraagt 31 km². Het ligt ongeveer 9 km ten zuidoosten van de hoofdstad Basse-Terre.

## Geschiedenis
Trois-Rivières is in 1645 gesticht, maar het gebied was bewoond door Taíno inheemsen die in de 4e eeuw n.Chr petrogliefen hebben achtergelaten in Parc archéologique des Roches Gravées. De gemeente is vernoemd naar de drie rivieren die door de gemeente stromen: Trou au Chien, Petit Carbet, en Grande-Anse.
In het gebied bevonden zich suikerrietplantages, maar tegenwoordig wordt voornamelijk bananen geteeld. Toerisme is belangrijk onderdeel van de economie geworden en richt zich op de nabijgelegen vulkaan La Grande Soufrière, de watervallen en het zwartzandstrand Grand Anse.

## Petrogliefen
Tussen de 4e eeuw en 9e eeuw n.Chr waren petrogliefen gemaakt in de basaltrotsen door de inheemse bevolking. Het betreft meer dan 230 tekeningen op 22 rotsen die voornamelijk bestaan uit ovale gezichten. De tekeningen waren in de 19e eeuw ontdekt. In 1975 werd het Parc archéologique des Roches Gravées opgericht en zijn de tekeningen te bezichtigen.

## Transport
Vanaf de haven van Trois-Rivières vertrekken veerboten naar Terre-de-Haut en Terre-de-Bas op Îles des Saintes, en Saint-Louis op Marie-Galante.

## Geboren
- Jacques François Dugommier (1738-1794), generaal

## Galerij

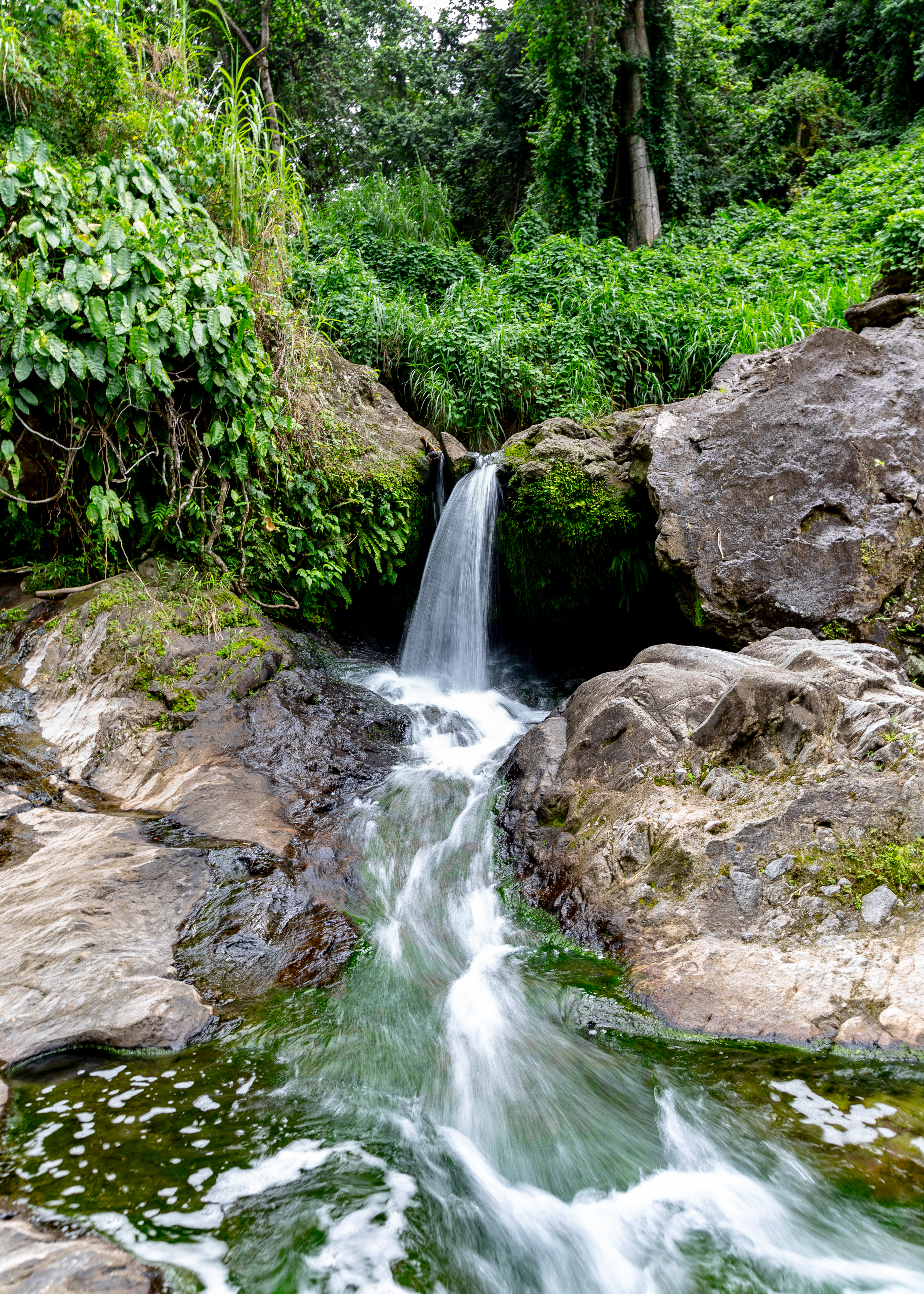
Waterval Cascade de la coulisse
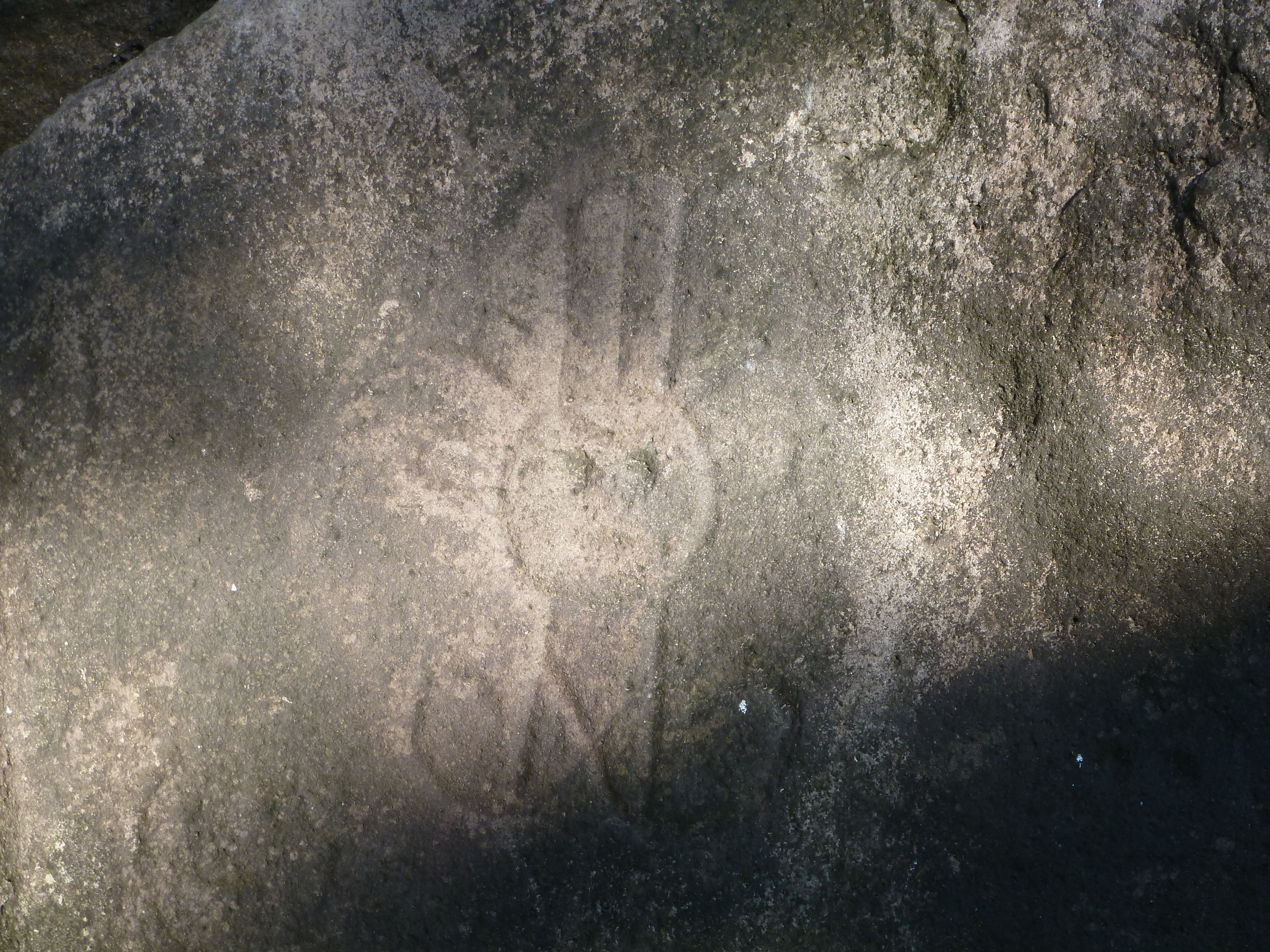
Petrogliefen
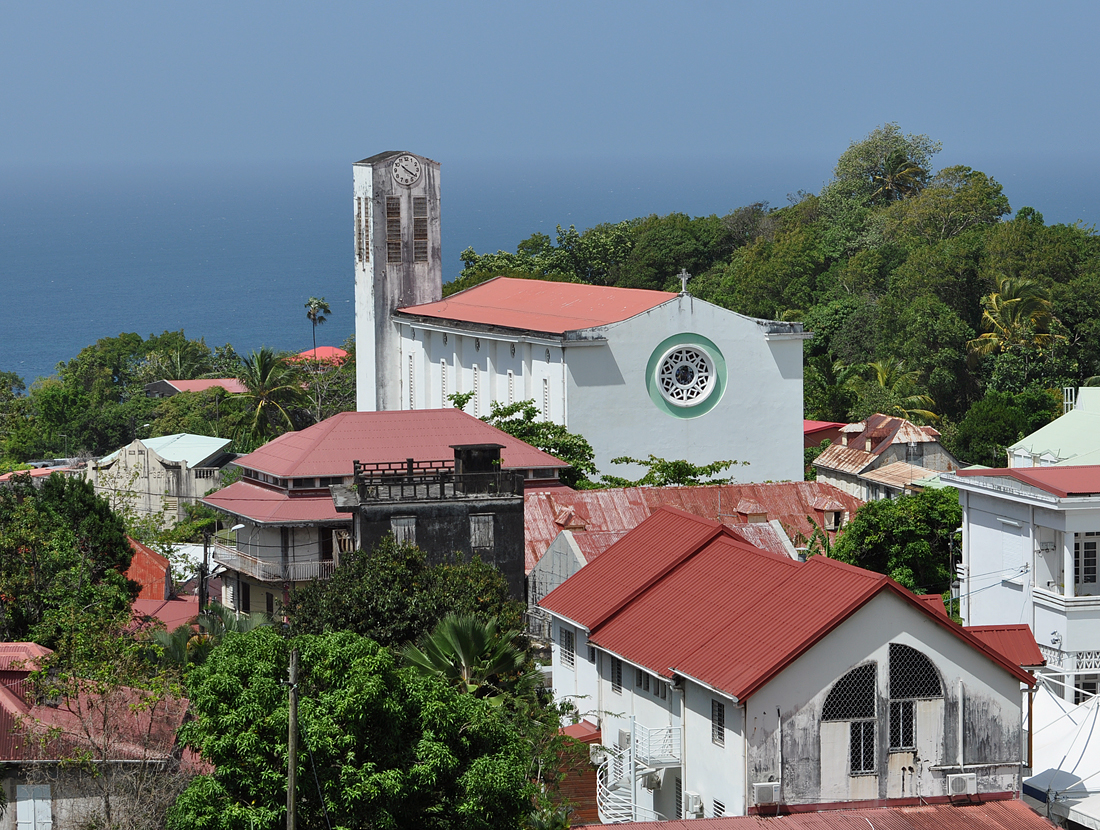
Trois-Rivières met de Onze-Lieve-Vrouw-Hemelvaartkerk
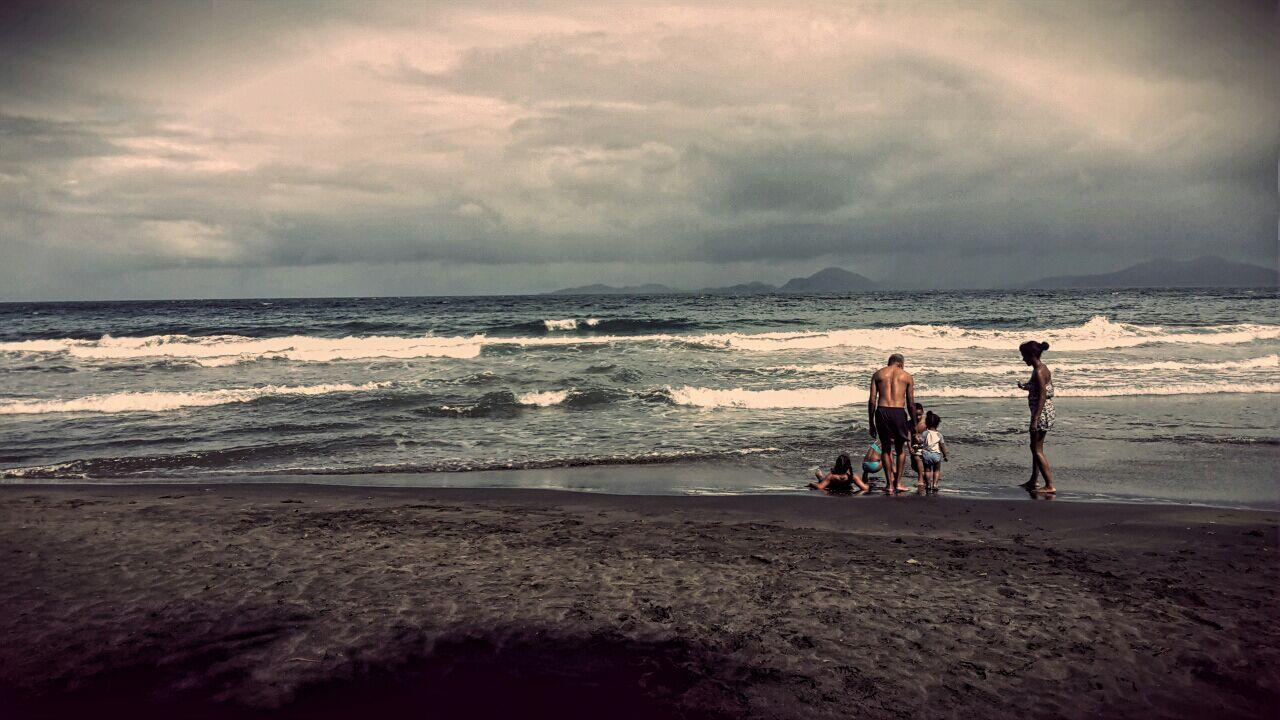
Grand Anse